# Cubocephalus tincticoxis
Cubocephalus tincticoxis là một loài tò vò trong họ Ichneumonidae.